# Цай Гоцян
Цай Гоцян (кит. упр. 蔡国强, пиньинь Cài Gúoqiáng; род. 8 декабря 1957[…], Цюаньчжоу, Фуцзянь) — современный китайский художник.

## Биография
Родился в 1957 году в Цюаньчжоу, провинции Фуцзянь, Китай. Сын историка и художника, изучал сценический дизайн в Шанхайском драматическом институте.
В Китае начал эксперименты с порохом, которые продолжил в Японии, где жил с 1986 по 1995 год. В конечном итоге это привело художника к масштабным работам с использованием взрывчатых веществ. «Проекты для инопланетян» (Projects for Extraterrestrials) представляли собой знаки из взрывов, огня и дыма. Самым известным из них является «Проект для инопланетян № 10: расширение Великой китайской стены на 10 000 метров», реализованный в 1993. Стена из огня и света в пустыне в течение 15 минут увеличила длину Великой китайской стены на 10 километров.
Цай Гоцян быстро получил международную известность. С 1995 живёт в Нью-Йорке.
В 1996 году вошёл в шорт-лист Hugo Boss Prize, в 1999 получил Золотого льва 48-й Венецианской биеннале.
Был куратором китайского павильона на 51-й Венецианской биеннале в 2005 году, а также был приглашён в качестве художественного директора для разработки визуальных и специальных эффектов церемоний открытия и закрытия Олимпийских игр в Пекине в 2008.

## Творчество
В 1984 году впервые создал картину с использованием пороха. Это стало ключевым моментом: порох, как выразительное средство, был связан с Китаем, позволил художнику исследовать идею «случайности как средства», сделал взрыв частью искусства. Благодаря пороху Цай превратился в алхимика, делающего золото из грязи и пыли — это стало искрой, положившей начало его карьеры.
Наиболее значимые проекты
- Tornado: Explosion Project for the Festival of China, Kennedy Center for the Performing Arts, Вашингтон, 2005
- Inopportune, MASS MoCA, 2004—2005; Light Cycle, проект для Центрального парка в Нью-Йорке, 2003
- Ye Gong Hao Long: Explosion Project, Tate Modern, 2003
- Transient Rainbow, Музей современного искусства, Нью-Йорк, 2002
- Rent Collection Courtyard, Венеция, 1999
- Flying Dragon in the Heavens, Louisiana Museum of Modern Art, Humblebaek, Дания, 1997
- The Earth Has Its Black Hole Too, Хиросима, Япония, 1995
- Расширение Великой китайской стены на 10 000 метров, Китай, 1993

### Проект для Метрополитен-музея
В 2006 Метрополитен-музей пригласил Цай Гоцяна создать инсталляцию для расположенного на крыше сада с видом на Центральный парк и небоскрёбы Манхэттена. Художник создал четыре работы, идейно связанные с событиями 11 сентября: Clear Sky Black Cloud (эфемерная скульптура, состоящая из чёрного облака, появившегося над крышей музея), Transparent Monument (большой кусок стекла у основания которого лежат копии мертвых птиц), Nontransparent Monument (скульптурный рельеф в камне), Move Along, Nothing to See Here (два крокодила в натуральную величину, сделанные из резины, проткнутые ножницами и ножами, конфискованными таможней аэропорта).

### Ретроспектива
В 2008 в Музее Соломона Гуггенхайма в Нью-Йорке была показана ретроспектива Цай Гоцяна. Выставка называлась «Я хочу верить» и включала ряд масштабных инсталляций художника. Работа, названная Head On представляет собой инсталляцию из 99 волков в натуральную величину, взмывающих в воздух и ударяющихся в стену из плексигласа. Работа является комментарием художника по поводу Берлинской стены, но даже без знания этого, производит впечатление. Rent Collection Courtyard — инсталляция из 70 скульптур в натуральную величину и самый большой проект, показанный в музее, изображает напряженную классовую борьбу между китайскими крестьянами и феодалами. Работа основана на знаковом китайском скульптурном ансамбле 1965 года. Первая версия произведения была показана в 1999 на Венецианской биеннале. Фигуры из глины не были обожжены и были оставлены сохнуть естественным образом. Без обжига они трескались и разрушались, предлагая зрителям сильную метафору. Инсталляция Courtyard выиграла Золотого льва в Венеции, критиками и публикой была отмечена переработка художником старой концепции для современной эпохи, но также вызвала споры. Китайские чиновники обвинили Цая в уничтожении «духовных ценностей» и пригрозили иском за нарушение авторских прав.

## Персональные выставки
| - 2017 Цай Гоцян. Октябрь, ГМИИ им. А. С. Пушкина, Москва - 2011 Цай Гоцян — 1040 метров под землей, «Фонд ИЗОЛЯЦИЯ», Донецк - 2009 Я хочу верить, Музей Гуггенхайма, Бильбао - 2008 Я хочу верить, Музей Гуггенхайма, Нью-Йорк - 2008 Я хочу верить, Национальный художественный музей Китая, Пекин - 2008 The 7th Hiroshima Prize, Городской музей современного искусства Хиросимы - 2007 Inopportune: Stage One, Seattle Art Museum, Сиэтл - 2007 Light Passage, Shiseido Gallery, Токио - 2006 Inopportune, SITE Santa Fe - 2006 Stage, San Gimignano Mountain and Galleria Continua, San Gimignano - 2006 On the Roof, Metropolitan Museum of Art, Нью-Йорк - 2006 Long Scroll, Shawinigan Space, National Gallery of Canada, Quebec - 2006 Head On, Deutsche Guggenheim, Berlin - 2006 Captured Wind Arrested Shadow, Eslite Gallery (Cherng Piin), Taipei - 2005 On Black Fireworks, Institut Valencià d’Art Modern - 2005 Paradise, Zacheta National Gallery of Art, Варшава - 2005 Life Beneath the Shadow, Fruitmarket Gallery, Эдинбург | - 2004 Traveler, Arthur M. Sackler Gallery и Hirshhorn Museum and Sculpture Garden, Smithsonian Institution, Вашингтон - 2004 Inopportune, Massachusetts Museum of Contemporary Art, North Adams - 2003 For Your Pleasure Matrix, Berkeley Art Museum, Университет Калифорнии - 2003 An Explosion Event: Light Cycle Over Central Park, Asia Society Museum, Нью-Йорк - 2002 Shanghai Art Museum - 2002 CHADO Pavilion: Homage to Tenshin Okakura, Hakone Open-Air Museum - 2002 Ethereal Flowers, Galleria Civica di Arte Contemporanea, Trento - 2001 Performing Chinese Ink Painting, Contemporary Art Gallery, Vancouver, Sun Yat-Sen Classical Chinese Garden, Ванкувер - 2001 Impression Oil Drawings, Charles H. Scott Gallery, Ванкувер - 2001 An Arbitrary History, Musée d’Art Contemporain de Lyon; Stedelijk Museum voor Actuele Kunst),Гент - 2000 Fondation Cartier pour l’art contemporain, Париж - 1999 I Am the Y2K Bug, Kunsthalle Wien, Вена | - 1998 Day Dreaming, Eslite Gallery (Cherng Piin), Taipei - 1997 Flying Dragon in the Heavens, Louisiana Museum of Modern Art, Humlebaek, Denmark - 1997 Cultural Melting Bath: Projects for the 20th Century, Queens Museum of Art, Нью-Йорк - 1994 Calendar of Life, Gallery APA, Nagoya - 1994 From the Pan-Pacific, Iwaki City Art Museum, Fukushima - 1994 Concerning Flame, Tokyo Gallery - 1994 Chaos, Setagaya Art Museum, Токио - 1993 Naoshima Contemporary Art Museum, Naoshima - 1993 Long Mai: The Dragon Meridian, P3 art and environment, Токио - 1992 Wailing Wall: From the Engine of Four Hundred Cars, IBM Kawasaki Gallery - 1991 Primeval Fireball: The Project for Projects, P3 art and environment, Токио - 1990 Works 1988/89, Osaka Contemporary Art Center - 1989 Explosions and Space Holes, Kigoma, Токио - 1987 Painting, Office of the Foreign Correspondents’ Club of Japan, Токио - 1987 Gunpowder Art, Kigoma, Токио |

## Публичные коллекции
| - Agnes Gund Collection, Нью-Йорк - Annie Wong Art Foundation, Ванкувер - Astrup Fernley Museum of Modern Art, Осло - Центр Помпиду, Париж - Cleveland Museum of Art, США - Contemporary Art Gallery, Art Tower Mito, Япония - Deste Foundation, Афины - Deutsche Bank Collection, Германия - Fogg Art Museum, Harvard University Art Museums, Кэмбридж - Fondation Cartier pour l’art contemporain, Париж - Fonds National d’art Contemporain and Musee art contemporain Lyon, Франция - Fukuoka Asia Art Museum, Фукуока, Япония - Glory Fine Arts Museum, Синьчжу, Тайвань - Graphische Sammlung Albertina Wien, Вена - Guangdong Museum of Art, Гуанчжоу, Китай - Hearst Corporation, Нью-Йорк - Hirshhorn Museum and Sculpture Garden, Smithsonian Institution, Вашингтон | - Ho-Am Art Museum, Сеул - Issey Miyake Inc., Япония - Iwaki City Art Museum, Япония - The Japan Foundation, Токио - Krller-Mller Museum, Оттерло, Нидерланды - Louisiana Museum of Modern Art, Хумлебек, Дания - MARTa Herford, Херфорд, Германия - Metropolitan Museum of Art, Нью-Йорк - Modern Museum Stockholm, Швеция - Museo Navale di Venezia, Венеция - Museu de Arte Moderna da Bahia, Сальвадор - Museum of Contemporary Art, Лос-Анджелес - Museum of Contemporary Art Tokyo, Япония - Museum of Modern Art, Нью-Йорк - Museum of Modern Art, сайтама, Япония - National Gallery of Canada, Оттава, Canada - Peter and Irene Ludwig Foundation, Ахен, Германия - Queensland Art Gallery, Брисбен, Австралия - Queens Museum of Art, Нью-Йорк | - San Diego Museum of Art, Сан Диего - Seattle Art Museum, Сиэтл - Setagaya Art Museum, Токио - The Shigaraki Ceramic Cultural Park, Кока, Япония - Shiseido Co., LTD., Токио - Музей Гуггенхайма, Нью-Йорк - Stedelijk Museum voor Actuele Kunst, Гент, Бельгия - Taiwan Museum of Art, Тайчжун, Тайвань - Takamatsu City Museum of Art, Такамацу, Япония - Tate Collection, Лондон Паблик-арт: - Echigo-Tsumari Region, Niigata Prefecture, Япония - Dentsu, Caretta Shiodome, Токио - Mori Art Center, Токио - Naoshima Contemporary Art Museum, Naoshima, Япония - Stdtische Galerie Nordhorn, Nordhorn, Germany - Toki Messe Art Monument Project, Niigata Prefecture, Japan - City of New York, США - City of Iwaki, Япония - City of Mito, Япония |